# Hypoxidia maheensis
Hypoxidia maheensis là một loài thực vật có hoa trong họ Hypoxidaceae. Loài này được F.Friedmann mô tả khoa học đầu tiên năm 1985.